# Лешница (община Кичево)
Вижте пояснителната страница за други значения на Лешница.
Лешница (изписване до 1945 Лѣшница, на македонска литературна норма: Лешница; на албански: Leshnica) е село в Северна Македония в община Кичево.

## География
Разположено е в областта Горно Кичево в изочните склонове на Бистра.

## История
Според „Кичево в миналото си и сега“ Лѣшница е заселено от арнаути дошли от Полога в XVIII век.
В XIX век Лешница е село в Кичевска каза на Османската империя. В „Етнография на вилаетите Адрианопол, Монастир и Салоника“, издадена в Константинопол в 1878 година и отразяваща статистиката на населението от 1873 година Лесища (Lassischta) е посочено като село с 8 домакинства с 95 жители българи.
Според статистиката на Васил Кънчов („Македония. Етнография и статистика“) в 1900 Лешница има 170 жители българи християни и 75 арнаути мохамедани.
На Етнографската карта на Битолския вилает на Картографския институт в София от 1901 година Лешница е смесено село българи, помаци и албанци в Кичевската каза на Битолския санджак с 41 къщи.
Цялото християнско население на селото е под върховенството на Българската екзархия. По данни на секретаря на екзархията Димитър Мишев („La Macédoine et sa Population Chrétienne“) в 1905 година в Лешница има 168 българи екзархисти.
След Междусъюзническата война в 1913 година селото попада в Сърбия.
На етническата си карта на Северозападна Македония в 1929 година Афанасий Селишчев отбелязва Лешница като смесено българо-албанско село.
Църквата „Свети Безсребреници Козма и Дамян“ е градена в седемдесетте години на ХХ век, а осветена в 1994 година от митрополит Тимотей Дебърско-Кичевски. Иконите на иконостаса са дело на Мирослав Кръстески от Кичево, изработени в 1995 година.
Според преброяването от 2002 година Лешница има 219 жители.
| Националност | Всичко |
| македонци    | 37     |
| албанци      | 182    |
| турци        | 0      |
| роми         | 0      |
| власи        | 0      |
| сърби        | 0      |
| бошняци      | 0      |
| други        | 0      |

От 1996 до 2013 година селото е част от община Заяс.